# Aeroportul Christmas Creek
Aeroportul Christmas Creek (IATA: CXQ, ICAO: YCRK) este un aeroport din Australia de Vest, Australia.
Situat la o altitudine de 162 m, aeroportul dispune de o singură pistă.